# Zwartkaplijster
De zwartkaplijster (Turdus cardis) is een zangvogel uit de familie lijsters (Turdidae).

## Verspreiding en leefgebied
Deze soort komt voor in China, Japan, Noord- en Zuid-Korea, Rusland, Taiwan en Vietnam.